# Yale Observatory Zone Catalog
Le Yale Observatory Zone Catalog est une série de catalogues d'étoiles publié par le Yale University Observatory de 1939 à 1983, recensant plus 400 000 étoiles en 25 volumes. L'un de ses contributeurs principaux fut la mathématicienne et astronome Ida Barney à qui l'on doit environ 150 000 entrées de cet ouvrage.